# Сокк'єве
Сокк'єве (італ. Socchieve) — муніципалітет в Італії, у регіоні Фріулі-Венеція-Джулія,  провінція Удіне.
Сокк'єве розташований на відстані близько 510 км на північ від Рима, 115 км на північний захід від Трієста, 50 км на північний захід від Удіне.
Населення — 916 осіб (2014).
Щорічний фестиваль відбувається 2 серпня, 15 серпня, 11 листопада.. Покровитель —  santa Maria Annunziata.

## Демографія
Населення за роками:

Станом на 1 січня 2023 року в муніципалітеті офіційно проживали 74 іноземці з 14 країн, серед них 31 громадянин країн Євросоюзу та 5 громадян України.

## Сусідні муніципалітети
- Ампеццо
- Енемонцо
- Форні-ді-Сотто
- Оваро
- Преоне
- Равео
- Трамонті-ді-Сопра
- Трамонті-ді-Сотто